# 337-й отдельный гвардейский вертолётный полк
337-й отдельный гвардейский вертолётный полк (сокр. 337 овп, в/ч 12739) — тактическое формирование Армейской авиации Российской Федерации.
Формирование находится в составе 14-й армии ВВС и ПВО Центрального военного округа с пунктом постоянной дислокации на аэродроме Толмачёво возле города Обь.

## История
337-й отдельный вертолётный полк создан 15 декабря 1978 года и базировался г. Мальвинкель в составе 20-й гвардейской общевойсковой армии.
До июня 1979 года пребывал в Московском военном округе в г. Суздаль.
24 мая 1994 года, в связи с выводом Западной группы войск, перебазирован в Сибирский военный округ в Новосибирскую область.
В ходе реформы Вооружённых сил 337-й отдельный вертолётный полк переформирован в 562-ю авиационную базу в прежнем пункте дислокации на аэродроме Толмачёво.
1 декабря 2018 года 562-я авиабаза переформирована в 337-й отдельный вертолётный полк, вернув себе историческое название.
31 июля 2025 года Указом президента Российской Федерации полку присвоено почётное наименование «гвардейский» за «массовый героизм и отвагу, стойкость и мужество проявленные личным составом полка в боевых действиях по защите Отечества и государственных интересов в условиях вооружённых конфликтов».